# Вебстер (округ, Айова)
Шаблон:StateAbbr_ 42°25′34″ пн. ш. 94°11′19″ зх. д. / 42.426111111111° пн. ш. 94.188611111111° зх. д.
Округ  Вебстер (англ. Webster County) — округ (графство) у штаті  Айова, США. Ідентифікатор округу 19187.

## Історія
Округ утворений 1851 року.

## Демографія
За даними перепису 
2000 року 
загальне населення округу становило 40235 осіб, зокрема міського населення було 25756, а сільського — 14479.
Серед мешканців округу чоловіків було 20143, а жінок — 20092. В окрузі було 15878 домогосподарств, 10300 родин, які мешкали в 16969 будинках.
Середній розмір родини становив 2,97.
Віковий розподіл населення поданий у таблиці:
| Стать    | До 15 років | 15-21 | 22-29 | 30-39 | 40-49 | 50-65 | 65-85 | Понад 85 |
| -------- | ----------- | ----- | ----- | ----- | ----- | ----- | ----- | -------- |
| Чоловіки | 4130        | 2658  | 2167  | 2577  | 2957  | 2839  | 2538  | 277      |
| Жінки    | 3905        | 1982  | 1635  | 2459  | 2935  | 3001  | 3363  | 812      |

## Суміжні округи
- Гумбольдт — північ
- Райт — північний схід
- Гамільтон — схід
- Бун — південний схід
- Калгун — захід
- Грін — південний захід
- Покахонтас — північний захід

## Виноски
1. ↑  U.S. Decennial Census. United States Census Bureau. Архів оригіналу за 19 липня 2018. Процитовано 20 липня 2014.
2. ↑  Historical Census Browser. University of Virginia Library. Архів оригіналу за 16 серпня 2012. Процитовано 20 липня 2014.
3. ↑  Population of Counties by Decennial Census: 1900 to 1990. United States Census Bureau. Архів оригіналу за 22 квітня 2014. Процитовано 20 липня 2014.
4. ↑  Census 2000 PHC-T-4. Ranking Tables for Counties: 1990 and 2000 (PDF). United States Census Bureau. Архів оригіналу (PDF) за 18 грудня 2014. Процитовано 20 липня 2014.
5. ↑  State & County QuickFacts. United States Census Bureau. Архів оригіналу за липень 22, 2011. Процитовано 20 липня 2014.(англ.) Наведено за англійською вікіпедією.
6. ↑  American FactFinder. Бюро перепису населення США. Архів оригіналу за 26 лютого 2012. Процитовано 31 січня 2008.

| США | Це незавершена стаття з географії США. Ви можете допомогти проєкту, виправивши або дописавши її. |